# Рамирес, Хосе Давид
Хосе́ Дави́д Рами́рес Гарси́я (исп. José David Ramírez García; родился 14 декабря 1995 года в Леон-де-лос-Альдама, Мексика) — мексиканский футболист, полузащитник клуба «Леон».

## Клубная карьера
Рамирес — воспитанник клуба «Гвадалахара». 23 февраля 2014 года в матче против «Толуки» он дебютировал в мексиканской Примере.

## Международная карьера
В 2015 году Хосе Давид был включён в заявку молодёжной сборной Мексики на участие в Молодёжном кубке КОНКАКАФ на Ямайке. На турнире он сыграл в матчах против молодёжных команд Кубы, Канады, Гондураса, Сальвадора и Панамы. В поединках против кубинцев и сальдорцев Рамирес забил три гола. По итогам соревнований он стал их победителем.
Летом того же года Хосе принял участие в молодёжном чемпионате мира в Новой Зеландии. На турнире он сыграл в матчах против Уругвая, Сербии и Мали.

## Достижения
Мексика (до 20)
- Чемпионат КОНКАКАФ среди молодёжных команд — 2015